# Studnia św. Ottona w Cerkwicy

Herb gminy Karnice

Studnia św. Ottona w Cerkwicy – zabytkowa studnia, znajdująca się w Cerkwicy, w województwie zachodniopomorskim, powiecie gryfickim, gminie Karnice. Upamiętnia chrzty mieszkańców Pomorza Zachodniego, dokonane na przełomie 1124 i 1125 przez św. Ottona z Bambergu.

## Historia
Obiekt w 2004 wpisany do rejestru zabytków. Warszawski Ośrodek Dokumentacji Zabytków w założonej dla zabytku "Karcie ewidencyjnej zabytków architektury i budownictwa" podaje, iż studnia powstała w 2. poł. XIX w., natomiast dokładna data "nie jest znana", zaś wnioskując na podstawie wieku drzew należy przyjąć, że nastąpiło to ok. 130 lat przed rokiem 2000 (założenie karty). Wg treści karty powstanie założenia mogło mieć związek z jedną z przypadających w XIX w. okrągłych rocznic — pobytu bpa Ottona w Kamieniu Pomorskim (1124), jego śmierci (1139) bądź kanonizacji (1189). Jednocześnie nie można wykluczyć, że kult świętego i domniemanego miejsca chrztu istniał w lokalnej tradycji jeszcze wcześniej.
Natomiast wg publikacji popularyzujących miejscowe walory turystyczne studnia powstała w XII wieku, w miejscu gdzie (wedle tradycji) znajdowało się baptysterium – miejsce chrztów dokonywanych przez św. Ottona z Bambergu. W XIX wieku w jej pobliżu wybudowano obelisk, a w 1912 przybrała obecną formę. 25 czerwca 2017 studnia weszła w skład „Sanktuarium Źródeł Wiary”, ustanowionego przez arcybiskupa Andrzeja Dzięgę. W 2019 rozpoczęto sadzenie 1000 sadzonek dębów 3 gatunków, będących częścią projektu planowanego Parku Kulturowo-Religijnego przy Studni św. Ottona w Cerkwicy.

## Opis budowli

### Studnia
Cerkwicka studnia została zbudowana na planie okręgu z kamienia polnego. Wyschnięta, obecną formę przybrała w 1912. Jest jedną z nielicznych chrzcielnic, zachowanych na Pomorzu Zachodnim.

### Obelisk
W pobliżu studni w XIX wieku wzniesiono pomnik – kamienny obelisk z granitowym krzyżem. Umieszczono na nim dwie tablice z napisami w językach polskim i niemieckim, poświęcone chrztom i świętemu Ottonowi.

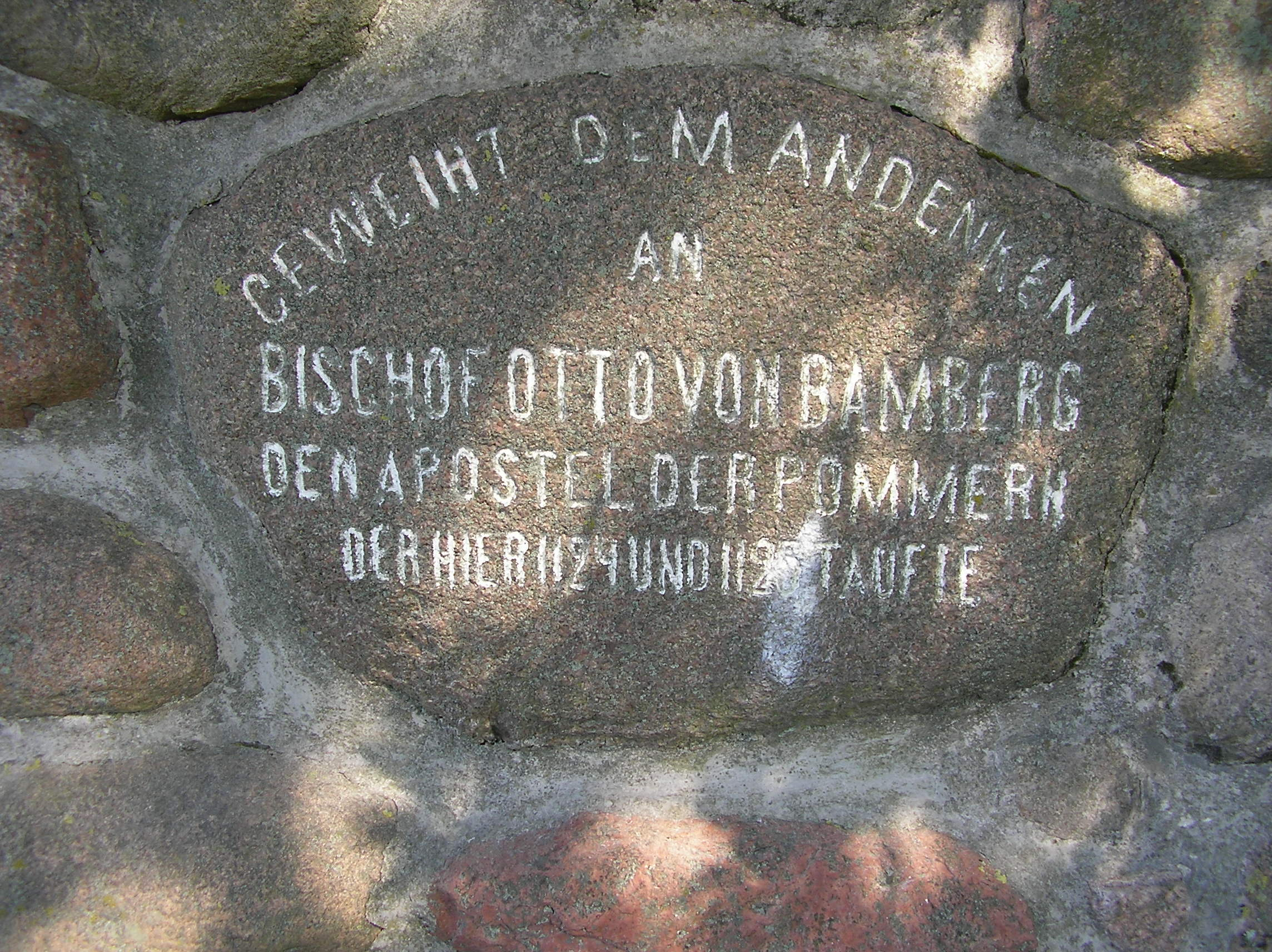
Tablica na pomniku w języku niemieckim
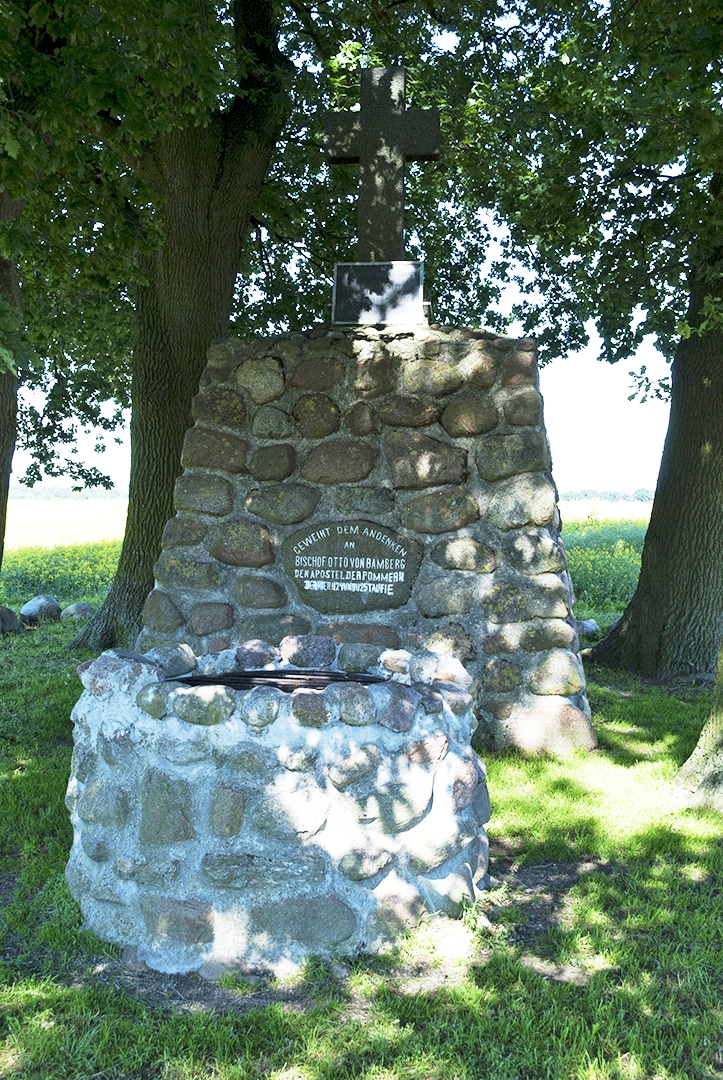
Studnia i pomnik

## Inspiracja
Studnia świętego Ottona znalazła się na herbie gminy Karnice, ustanowionym w 2001. Do studni nawiązuje także „Stowarzyszenie Historia Nostra przy Sanktuarium Źródeł Wiary w Cerkwicy” założone w 2019.